# Chinesisches Orakel

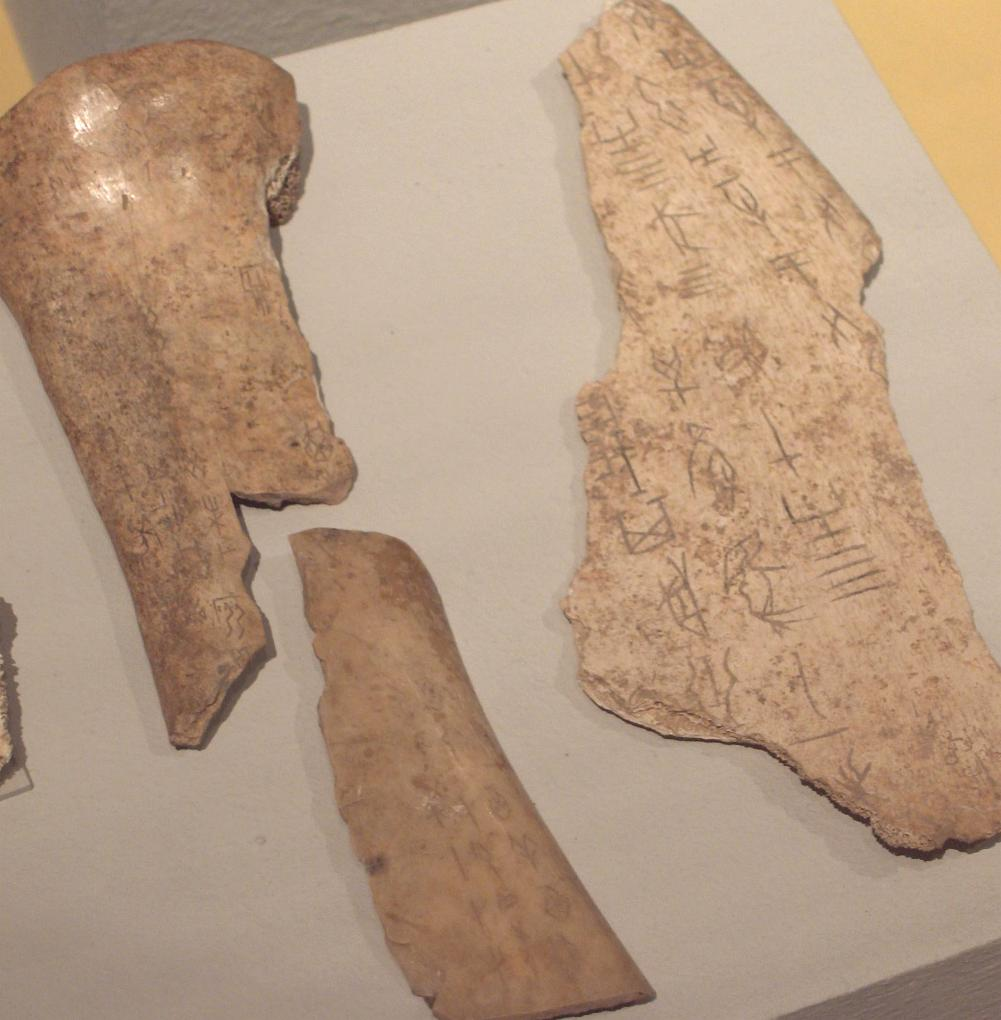
Orakelknochen aus der Shang-Dynastie

In China haben Orakel eine jahrtausendealte Tradition.

## Formen

### Tierknochen-Orakel (auch Skapulamantie)
Am ältesten ist das Orakel mit im Feuer erhitzten Tierknochen, das insbesondere während der in die Bronzezeit fallenden Shang-Dynastie häufig zur Entscheidungsfindung genutzt wurde.
Hierbei wurden Schulterblätter von Rindern, Schweinen oder Schafen, häufig auch Brustpanzer von Schildkröten verwendet. Die Orakelbefragung selbst lag in der Hand von Priestern, die Interpretation dagegen oblag dem König.
Von diesen Orakeln erhoffte man sich Aufschluss über den Erfolg bevorstehender Feldzüge, die Entwicklung des Wetters und der Ernte oder auch den Fortgang der Dynastie. Andererseits holten sich dich Shang-Herrscher vom Orakel aber auch Ratschläge beispielsweise für die Ernennung von Amtsträgern, den Bau von Städten sowie politische Entscheidungen aller Art. Üblich waren schließlich auch Anfragen an die Ahnen.
Die Knochen wurden vor Verwendung mit hineingebohrten Löchern speziell präpariert. Anschließend wurden komplementäre Prophezeiungen auf den Knochen oder den Schildkrötenpanzer geschrieben: „Der König (Wu Ding) sollte sich Wang Cheng anschließen, um Xiawei anzugreifen“ – „Der König sollte sich nicht Wang Cheng anschließen, um Xiawei anzugreifen“. Durch Einführen eines erhitzten Metallstabes in die Löcher wurden Risse erzeugt, die dann vom König interpretiert wurden. Die Schlussfolgerung des Königs sowie das später tatsächlich eingetretene Resultat (Erfolg oder Fehlschlag des Feldzugs) wurden auf dem Knochen notiert und dieser dann archiviert.
Bis heute wurden mehr als 100.000 Orakelknochen gefunden. Die Orakelinschriften haben einen erheblichen Beitrag zur Erforschung der frühen Formen der chinesischen Schrift geleistet.

### Schafgarbenorakel
Ab etwa 1000 v. Chr. wurde neben dem Schildkrötenorakel (卜,  bǔ – „Orakel mit Hilfe der Knochenpanzer von Schildkröten“) das Schafgarbenorakel (筮,  shì – „Orakel mit Hilfe der Pflanzenstängel von Schafgarben“) angewandt, bei dem ein Bündel von trockenen Schafgarbenstängeln spontan zweigeteilt wird und die Teilhaufen dann ausgezählt werden. Wie genau ursprünglich dieses Zählen ablief, wissen wir nicht.

#### Prinzipien des Schafgarbenorakels
Dokumentiert dagegen ist eine Art des Vorgehens des Schafgarbenorakels aus dem dritten Jahrhundert v. Chr. mittels eines überlieferten Handbuchs, des Yijing. Es wird seit über zweitausend Jahren und auch heute noch so praktiziert, heute sogar mehr im Westen als in China selbst. Dieses Orakelbuch ist aufgebaut aus 64 Zeichen, die heute meist Hexagramme genannt werden, weil sie aus sechs Querstrichen bestehen. Die Zahlenwerte, die aus einer komplizierten Prozedur resultieren, können einem der 64 Hexagramme zugeordnet werden. Aus der grafischen Darstellung des Hexagramms und aus den beigefügten Sprüchen erhält der Fragende eine Antwort. Grundkenntnisse über den Aufbau und die Ausdrucksweise des Yijing sind allerdings nötig, um diese Antwort zu finden und zu verstehen.

#### Ablauf des Schafgarbenorakels
Das heute meist angewandte Verfahren entwickelte der Philosoph Zhu Xi. Es basiert auf Angaben im Yijing selbst, die mit Zahlensymbolik zu tun haben. Richard Wilhelm beschreibt es ausführlich in seiner Übersetzung des Yijing bzw. I Ging. Die Übersetzung von Dennis Schilling enthält sowohl die von Zhu Xi verfassten Instruktionen (S. 348–355) als auch leichter verständliche Zusammenfassungen (S. 360–363 und S. 914–925).
Zhu Xi beginnt mit Anweisungen zu umfangreichen Ritualen, die der „magischen“ Schafgarbe geschuldet sind. Davon haben die meisten Autoren heutiger Yijing-Ausgaben übernommen, dass die Befragung zumindest in einem sauberen Raum und bei innerer Stille durchzuführen sei. Die nachstehende Beschreibung folgt Wilhelm, ist hier aber formal etwas modifiziert, um sie verständlicher und leichter handhabbar zu machen:
Zuvor ist eine möglichst präzise Frage an das Orakel zu formulieren und zu Papier zu bringen.
Von 50 Pflanzenstängeln (heute auch dünne Stäbchen aus anderen Materialien) wird einer weggelegt und nicht mehr verwendet.
Die übrigen 49 Stängel werden, mit Konzentration auf die Frage, aber ohne genau hinzuschauen, in zwei Haufen geteilt und auseinandergeschoben.
Vom Haufen rechts legt man einen Stängel vor sich hin. Vom linken Haufen nimmt die rechte Hand Bündel zu vier Stängeln weg, bis vier oder weniger Stängel übrig sind.
Diesen Rest legt man ebenfalls vor sich.
Das gleiche Bündeln erfolgt mit dem rechten Haufen, den Rest legt man wieder vor sich hin. Die Summe der Stängelreste, die man nun vor sich hat, ist entweder 9 oder 5:
1+4+4 = 9 oder 1+3+1 oder 1+2+2 oder 1+1+3 = jeweils 5. Der 9 wird der Zahlenwert 2 zugeordnet, der 5 der Zahlenwert 3.
Diese 9 oder 5 Stängel werden beiseitegelegt.
Die anderen Stängel werden zusammengenommen und erneut geteilt. Das Zählen und Bündeln wird wie oben wiederholt.
Diesmal ergibt sich 1+4+3 oder 1+3+3 = jeweils 8 oder 1+1+2 oder 1+2+1 = jeweils 4. Der 8 wird der Zahlenwert 2 zugeordnet, der 4 der Zahlenwert 3.
Die 8 oder 4 Stängel werden wieder beiseitegelegt und mit dem Rest der Stängel wird die gleiche Prozedur ein drittes Mal durchgeführt.
Die drei nun erhaltenen Zahlenwerte werden wiederum addiert: Als Summe ergibt sich entweder 6 oder 7 oder 8 oder 9.
Diesen Zahlen wird einer von zwei Stricharten zugeordnet.
7 oder 9, die ungeraden Zahlen, werden auf dem Papier durch einen durchgezogenen Querstrich dargestellt:  . Er wird als fest oder licht oder Yang bezeichnet.
Ist es eine 9, dann wird dieser mit einem Kreis in der Mitte gekennzeichnet, da er sich 'bewegt'.
6 oder 8, die geraden Zahlen, ergeben auf dem Papier einen in der Mitte unterbrochenen Querstrich:  Er wird als weich oder dunkel oder Yin bezeichnet.
Ist es eine 6, dann 'bewegt' er sich und wird entsprechend gekennzeichnet.
Auf diese Weise ist der unterste Strich eines Hexagramms entstanden. Indem alle 49 Stängel wieder zusammengeworfen werden und die Prozedur noch fünfmal wiederholt wird, baut sich ein Hexagramm von unten nach oben auf. Es ist im Yijing aufzusuchen, die grafische Darstellung und der Spruch dazu sind die Antwort des Orakels auf die Frage. Waren die Striche 'bewegt', gelten auch die Sprüche, die im Buch beim betreffenden Strich stehen. Überdies wandeln sich diese Striche in ihr Gegenteil, also ein Yang zu einem Yin oder ein Yin zu einem Yang, es entsteht ein sogenanntes Wandlungshexagramm, dessen Eigenschaften und Spruch ebenfalls zu beachten ist, weil sie einen Ausblick auf die Zukunft ermöglichen sollen.
Diese hier beschriebene ist die einfachste Regel, was bei 'bewegten' Strichen gilt und daher im Buch nachzulesen sei; in der Literatur der Vergangenheit und Gegenwart finden sich aber auch kompliziertere Deutungsprinzipien, vor allem, wenn mehrere Striche zum Gegenpol wechseln.

#### Unterschiede des Schafgarbenorakels zu anderen Orakeln
Das Schafgarbenorakel benötigt für seine Antwort kein menschliches Medium, das mit höheren Sphären oder transzendenten Mächten in Verbindung zu stehen scheint. Auch besitzt kein anderes Orakel eine solch rationale und systematische Struktur wie sie durch die 64 Hexagramme des Yijing gegeben ist. Diese Struktur beruht auf mathematischen Prinzipien, und das erhaltene Zeichen ist eindeutig. Vieldeutig können allerdings die verbalen Teile der Antwort sein. Sie zu entschlüsseln und auf die Frage zu beziehen ist Aufgabe des Fragenden selbst, der dafür sowohl die Lage rational durchdenken als auch in seinem Unbewussten nach verborgenen Aspekten suchen kann.

#### Gedankliche Grundlagen des Schafgarbenorakels
In einem der jüngeren Teile des Yijing, dem Großen Kommentar, wird das Funktionieren des Orakels so begründet:

“… 天下之賾者，存乎卦。”

„… Tiānxià zhī Zézhě，cún hū Guà“

„… alles unter dem Himmel ist in seiner reichen Vielfalt in den Zeichen gegenwärtig.“

Das bedeutet, dass die Zeichen des Yijing im Kleinen die Verhältnisse der Welt abbilden. Die (unbekannten) Autoren des Yijing gingen davon aus, dass das erhaltene Zeichen und der Zustand der Welt im Moment des Orakelwerfens Parallelitäten aufweisen, ohne dabei kausal aufeinander bezogen zu sein. Der Tiefenpsychologe Carl Gustav Jung, der selbst das Orakel immer wieder zu Rate zog, hat dafür den Begriff Synchronizität geprägt: Ist die Situation im Großen (Makrokosmos) undurchsichtig, so könne sie im Kleinen (Mikrokosmos), also durch die Zeichen des Buchs, geklärt werden.
Als weiterer Unterschied zu anderen Orakeln ergibt sich daraus, dass das Yijing nicht den Anspruch hat, eine festgelegte Zukunft vorauszusagen, sondern nur den, die gegenwärtige Situation zu umschreiben. Ob der Zustand, den die Frage betraf, so bleibt oder sich ändert und wie er sich ändert, hängt von den Entscheidungen und dem Handeln des fragenden Subjekts ab. Nur das Wandlungshexagramm gibt einen Hinweis darauf, wohin die Situation tendiert.

Der Sinologe Hellmut Wilhelm, Sohn von Richard Wilhelm, schreibt dazu:
„Wandlung ist eine innere Tendenz, der diese Entwicklung spontan folgt. … Wegweiser, Richtung, kein moralisches Gesetz, sondern Richtlinie, an der man das Geschehen ablesen kann. In ihrem Strom zu stehen ist natürliche Gegebenheit, ihn zu erkennen und ihm zu folgen ist Verantwortung und freie Wahl.“
Wovon diese freie Wahl bestimmt sein sollte, formuliert Eleanor Consten so:
„Diese Selbständigkeit (des Menschen) kann aber nur dann mit Nutzen ausgewertet werden, wenn der Mensch seine Handlungen und Entschlüsse in die Richtung der Wandlung einfließen lässt. Unheil entsteht, wenn er gegen ihren Strom schwimmen will. Setzt er aber mit Entschluss und Tat dort an, wo die Wandlung seine Pläne aufnehmen und in ihrem gesetzlichen Ablauf zur natürlichen Entwicklung und Reife bringen kann, dann wird er Einfluss auf sein Schicksal und seine Umgebung gewinnen. Diese Auffassung mag uns an ein Wort von Shakespeare erinnern:
There is a tide in the affairs of men, which, taken at the flood, leads on to fortune; omitted, all the voyage of their life is bound in shallow and miseries. (Julius Caesar, 4. Aufzug, 3. Szene)

Der Strom der menschlichen Geschäfte wechselt; nimmt man die Flut wahr, führet sie zum Glück; versäumt man sie, so muß die ganze Reise des Lebens sich durch Not und Klippen winden.“ (Übersetzung August Wilhelm von Schlegel)

### Das Münzorakel
Da das Auszählen der Stäbchen ziemlich kompliziert ist und Zeit beansprucht, entwickelte sich eine Methode, um einfachere Fragestellungen schneller zu beantworten: das Münzorakel. Es wurde in China wahrscheinlich seit der Epoche der Streitenden Reiche (403–221 v. Chr.) angewandt. Der Legende nach entwickelte es der daoistische Eremit und Philosoph Gui Guozi. Die Münzmethode fand in der chinesischen Gesellschaft bald eine weite Verbreitung. Die Anzahl der jeweils verwendeten Münzen war jedoch unterschiedlich. In Verbindung mit dem Yijing setzte sich schließlich die Methode der drei Münzen weitestgehend durch. Die Befragung und insbesondere die Deutung des Orakels sollte unmittelbar nach oder während einer Meditation erfolgen – dies gilt für jede der hier angeführten Methoden.
Der Vorderseite einer Münze ist die Zahl »3« zugeordnet, der Rückseite die Zahl »2«. Man wirft die drei Münzen sechsmal, addiert jedes Mal die Zahlenwerte der Seiten der Münzen, die oben zu liegen kommen, und erhält jeweils einen Zahlenwert zwischen 6 und 9. Danach geht man analog dem Schafgarbenorakel vor, indem man den Zahlenwerten durchgezogene oder durchbrochene Striche zuordnet, das entstandene Hexagramm im Yijing aufsucht und über die Antwort dort reflektiert.

### Stäbchenorakel

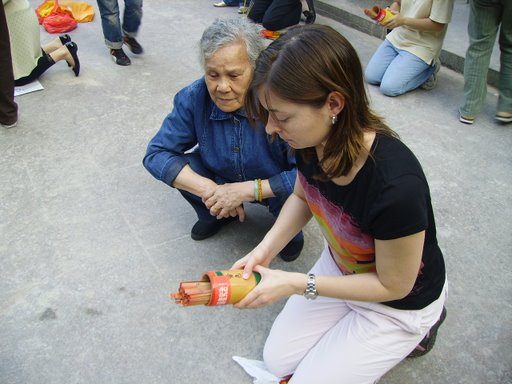
Stäbcheborakel im Tempel

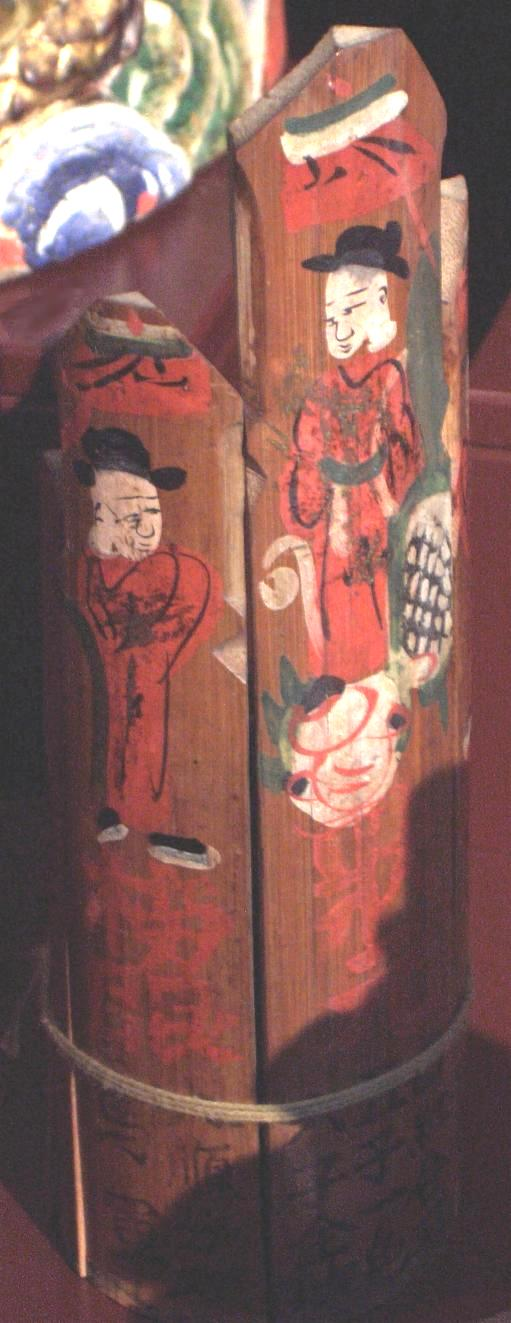
Gebündelte Orakelstäbchen

Unter dem Einfluss des Buddhismus hat sich schließlich das Stäbchenorakel entwickelt. Es ist einfacher durchzuführen und zu deuten als die vorgenannten Formen, was zu seiner größeren Volkstümlichkeit beigetragen hat.
Üblicherweise wurde hierbei in einem Tempel der Göttin Guanyin eine konkrete Frage zu einem Thema der persönlichen Zukunft wie etwa Geschäften, Gesundheit, Heirats- und Nachwuchsaussichten und dergleichen gestellt. Daraufhin schüttelte man in einem Becher eine bestimmte Anzahl mit Schriftzeichen versehener Holzstäbchen (簽,  qiān – „(Holz)Stäbchen, Etikett“) und zog eines davon heraus. Die darauf enthaltene Weissagung gab dann Antwort auf die gestellte Frage.

### 16 Murmeln
Diese 16 Murmeln sind wie folgt verteilt in einer Urne: Eine Murmel trägt die Nummer »6«, drei Murmeln tragen die Nummer »9«, fünf Murmeln tragen die Nummer »7« und sieben Murmeln tragen die Nummer »8«. Die vier verschiedenen Nummern stehen für vier verschiedene Linienqualitäten, die später erläutert werden.
Nun sollen sechs Murmeln aus der Urne gezogen werden, wobei jede gezogene Murmel wieder zurückgelegt wird, bevor erneut gezogen wird. Auf diese Art und Weise erhält man sechs Nummern, die dann als übereinander gemalte Linien das Orakel bilden, da jede Nummer eine andere Linienart bedeutet.
Das hat die gleiche Wahrscheinlichkeit wie die Schafgarbenmethode: random(array(8, 8, 8, 8, 8, 8, 8, 7, 7, 7, 7, 7, 9, 9, 9, 6));
Das seltenste Zeichen ist demnach das Hexagramm mit den Strichen 6,6,6,6,6,6.
Dazu das I Ging (Hexagramm mit der Nr. 2):
„Alle Linien: Ihr Charakter ist gefestigt und im Gleichgewicht. Sie können jetzt nachhaltig und vorteilhaft auf die Welt einwirken.“

### Weitere Orakelformen
Daneben gibt es Anhaltspunkte für weitere Orakelformen: So berichtet die Legende etwa davon, dass die beiden Geschwistergötter Fuxi und Nüwa erst durch ein Orakel von zwei sich in der Luft vereinigenden Rauchsäulen dazu gebracht wurden, ihre Bedenken gegen eine inzestuöse Verbindung zurückzustellen und einander zu heiraten.
Das um die Zeitenwende entstandene Buch Shen Shu enthält ein Münzorakel.